# Щушай
Щушай или Стушан (на албански: Shtushaj) е село в Албания, в община Булкиза (Булчица), административна област Дебър.

## География
Селото е разположено в областта Грика Вогъл.

## История
Според статистиката на Васил Кънчов („Македония. Етнография и статистика“) Стушанъ е част от Грика Вогъл (Мала Река) и в него живеят 320 души арнаути мохамедани.
След Балканската война в 1912 година селото попада в Албания.
В 1915 година, по време на Първата световна война, селото е анексирано от Царство България. Към 1 март 1916 година Стушанъ е част от Омежката община на българската Дебърска околия.
До 2015 година е част от община Шупенза.